# Ricardo Serna Orozco
Ricardo Serna Orozco (sevilla, 21 de gener de 1964) és un exfutbolista andalús, que ocupava la posició de defensa. Va jugar principalment al Sevilla FC i al FC Barcelona. Posteriorment, ha fet d'entrenador de futbol.

## Trajectòria esportiva
Va començar a destacar a les files del Sevilla FC. Amb el conjunt sevillista va militar a primera divisió entre 1982 i 1988, sent titular en les sis campanyes. L'estiu de 1988 fitxa pel FC Barcelona, per 200 milions de pessetes.
Al conjunt blaugrana, el defensa passa el millor període de la seua carrera. A nivell individual segueix sent titular i debuta com a internacional absolut, i a nivell d'equip guanya tot un seguit de títols.
Després que la temporada 91/92 ja passa a la suplència, fitxa pel Deportivo de La Corunya, amb el qual només jugaria un partit en dos anys.
Posteriorment militaria al RCD Mallorca, de Segona Divisió, i al Granada CF i AD Ceuta, de la Segona B.

## Internacional
Serna va ser sis vegades internacional amb la selecció espanyola. Va participar en el Mundial de 1990.

## Palmarès
- Lliga espanyola: 90/91, 91/92
- Copa del Rei: 1990
- Copa d'Europa: 1992
- Recopa: 1989
- Supercopa d'Espanya: 1991